# Józefa Chromik
Józefa Chromik (gebürtig Majerczyk; * 10. Juni 1946 in Poronin) ist eine ehemalige polnische Skilangläuferin.
Chromik, die für den LKS Poroniec Poronin startete, belegte bei den Nordischen Skiweltmeisterschaften 1970 in Štrbské Pleso den 31. Platz über 10 km, den 30. Rang über 5 km und den achten Platz mit der Staffel. In der Saison 1971/72 gewann sie beim Czech-Marusarzówna-Memorial den 10-km-Lauf und kam bei ihrer einzigen Teilnahme an Olympischen Winterspielen im Februar 1972 in Sapporo über 5 km sowie 10 km jeweils auf den 21. Platz und zusammen mit Anna Gębala-Duraj und Weronika Budny auf den siebten Platz in der Staffel. Zwei Jahre später lief sie bei den Nordischen Skiweltmeisterschaften in Falun auf den 16. Platz über 5 km und auf den siebten Rang mit der Staffel. Bei polnischen Meisterschaften siegte sie fünfmal mit der Staffel (1970–1972, 1974, 1975). Ihre  Schwester Władysława Majerczyk war ebenfalls als Skilangläuferin aktiv.